# Markus Pohlmeyer
Markus Pohlmeyer (* 1969) ist ein deutscher römisch-katholischer Theologe.

## Leben
Nach dem Studium in Würzburg, Tübingen und London, dem Lizentiat und der Promotion in Münster lehrte er an einem Gymnasium in Schleswig-Holstein mit den Fächern Latein, Griechisch, Deutsch und Philosophie. Seit 2007 ist er Lehrkraft für besondere Aufgaben und wissenschaftlicher Mitarbeiter der Abteilung Katholische Theologie und ihre Didaktik an der Universität Flensburg. Seit 2009 ist er wissenschaftlicher Mitarbeiter in der Abteilung Katholische Theologie an der Universität Flensburg. Er habilitierte sich 2021 an der CAU Kiel/Theologische Fakultät (Lehrbefähigung für das Gebiet Systematische Theologie).
Seit 1990 ist er Mitglied der katholischen Studentenverbindung KDStV Gothia Würzburg im CV.

## Schriften (Auswahl)
- Gesänge der Schöpfung. Münster 2001, ISBN 3-89781-015-8.
- Lessing, „Nathan“ und die Toleranz: philosophisch-theologische Utopie in literarischer Gestalt!? ... und weitere Essays, Fragmente und, oder Aufsätze. Aus der Schule, für die Schule – und schon ein wenig jenseits davon. Berlin 2007, ISBN 3-8258-0084-9.
- Geschichten-Hermeneutik. Philosophische, literarische und theologische Provokationen im Denken von Wilhelm Schapp. Berlin 2008, ISBN 978-3-8258-7436-0.
- Søren Kierkegaard. Auf dem Weg zum Augenblick. Satire und Gebet. Bielefeld 2019, ISBN 3-8498-1517-X.